# HD205789
HD205789 — хімічно пекулярна зоря спектрального класу A3, що має видиму зоряну величину в смузі V приблизно  7,7.
Вона  розташована на відстані близько 410,3 світлових років від Сонця.